# نشان ایثار
نشان ایثار از نشان‌های افتخار در ایران است. براساس ماده ۱۵ آیین‌نامه اعطای نشان‌های دولتی، نشان «ایثار» به منظور تکریم این خصلت ارزنده، به افرادی اعطا می‌شود که به جهتی از جهات ذیل ممتاز شناخته شوند:
1. جانبازی و از خود گذشتگی در راه اهداف و مقاصد مقدس نظام اسلامی و به ویژه ایثارگران در دوران پیروزی شکوهمند انقلاب اسلامی و دفاع مقدس و ارائه خدمات برجسته در جهت ساختن کشور و یا حفظ و پیشرفت نظام مقدس جمهوری اسلامی
2. تحمل خسارت‌های مادی برای ارائه خدمتی حساس و ضروری
3. ممارست در نیکوکاری‌های مؤثر اجتماعی و بنیانگذاری نهادهای خیریه و تأسیس موسسات علمی، تحقیقاتی و آموزشی در جامعه

## دریافت کنندگان
علاوه بر ماده ۱۵ آیین‌نامه اعطای نشان‌های دولتی (تصویب شده در ۳۰ آبان ۱۳۶۹) که شرایط دریافت نشان ایثار را بیان می‌کند، در تاریخ‌های ۳ اسفند ۱۳۷۳، ۲ خرداد ۱۳۸۶، ۲۹ مهر ۱۳۸۸ و ۱۸ دی ۱۳۹۵ شرایط جدیدی برای اعطای نشان ایثار به مجروح شدگان ناشی از جنگ ایران و عراق و پدران و مادرانی که فرزندان خود را در رابطه با جنگ ایران و عراق یا در روند تلاش برای پیروزی انقلاب ۱۳۵۷ ایران از دست داده‌اند، توسط هیئت وزیران وقت تصویب شده است.
بر اساس این تصویبات تا کنون افراد زیادی واجد شرایط دریافت نشان ایثار شده‌اند که در هر دوره توسط رییس جمهور وقت، این نشان به بسیاری از آنها اعطا شده است.
علاوه بر اینها، افراد ذکر شده در ذیل نیز این نشان را دریافت کرده‌اند:
| ردیف | نام دریافت کننده         | نشان       | درجه    | اهدا شده توسط       | در تاریخ         |
| ---- | ------------------------ | ---------- | ------- | ------------------- | ---------------- |
| ۱.   | شهربانو جلالی            | نشان ایثار | درجه یک | اکبر هاشمی رفسنجانی | ۸ خرداد ۱۳۷۴     |
| ۲.   | فاطمه دهقان‌نژاد          | نشان ایثار | درجه یک | اکبر هاشمی رفسنجانی | ۸ خرداد ۱۳۷۴     |
| ۳.   | گل‌بس سمیع قهفرخی         | نشان ایثار | درجه یک | اکبر هاشمی رفسنجانی | ۸ خرداد ۱۳۷۴     |
| ۴.   | صغری حاج‌علی‌نقی           | نشان ایثار | درجه یک | اکبر هاشمی رفسنجانی | ۸ خرداد ۱۳۷۴     |
| ۵.   | کبری مکنتیان             | نشان ایثار | درجه یک | اکبر هاشمی رفسنجانی | ۸ خرداد ۱۳۷۴     |
| ۶.   | عفت علی‌عسگری             | نشان ایثار | درجه یک | اکبر هاشمی رفسنجانی | ۸ خرداد ۱۳۷۴     |
| ۷.   | ستاره اکبری              | نشان ایثار | درجه یک | اکبر هاشمی رفسنجانی | ۸ خرداد ۱۳۷۴     |
| ۸.   | ملکی طالبی               | نشان ایثار | درجه یک | اکبر هاشمی رفسنجانی | ۸ خرداد ۱۳۷۴     |
| ۹.   | حلیمه‌خاتون خانیان        | نشان ایثار | درجه یک | اکبر هاشمی رفسنجانی | ۸ خرداد ۱۳۷۴     |
| ۱۰.  | فاطمه عباس‌وردی           | نشان ایثار | درجه یک | اکبر هاشمی رفسنجانی | ۸ خرداد ۱۳۷۴     |
| ۱۱.  | سکینه واعظی              | نشان ایثار | درجه یک | اکبر هاشمی رفسنجانی | ۸ خرداد ۱۳۷۴     |
| ۱۲.  | جلال روغنی               | نشان ایثار | درجه یک | اکبر هاشمی رفسنجانی | ۸ خرداد ۱۳۷۴     |
| ۱۳.  | محمدرضا شایق             | نشان ایثار | درجه دو | اکبر هاشمی رفسنجانی | ۴ شهریور ۱۳۷۴    |
| ۱۴.  | مهناز دارابی             | نشان ایثار | درجه سه | اکبر هاشمی رفسنجانی | ۲۱ آذر ۱۳۷۵      |
| ۱۵.  | عبدالله مرادی            | نشان ایثار | درجه سه | اکبر هاشمی رفسنجانی | ۲ بهمن ۱۳۷۵      |
| ۱۶.  | ابوالفتح لامعی           | نشان ایثار | درجه دو | سید محمد خاتمی      | ۱۹ خرداد ۱۳۷۸    |
| ۱۷.  | مهرزاد فتحی              | نشان ایثار | درجه یک | سید محمد خاتمی      | ۱۹ خرداد ۱۳۷۸    |
| ۱۸.  | حسن امیدزاده بیجارسری    | نشان ایثار | درجه سه | سید محمد خاتمی      | ۱۱ بهمن ۱۳۷۹     |
| ۱۹.  | مرادعلی شیرانی           | نشان ایثار | درجه سه | سید محمد خاتمی      | ۱۱ بهمن ۱۳۷۹     |
| ۲۰.  | پرویز شاطری              | نشان ایثار | درجه دو | سید محمد خاتمی      | ۱۹ دی ۱۳۸۱       |
| ۲۱.  | محمدحسین جعفری           | نشان ایثار | درجه سه | سید محمد خاتمی      | ۱۳ مرداد ۱۳۸۲    |
| ۲۲.  | فاطمه ناهیدی             | نشان ایثار | درجه سه | سید محمد خاتمی      | ۱۳ مرداد ۱۳۸۳    |
| ۲۳.  | مرضیه حدیدچی دباغ        | نشان ایثار | درجه سه | سید محمد خاتمی      | ۱۳ مرداد ۱۳۸۳    |
| ۲۴.  | علیرضا حیدری زارع        | نشان ایثار | درجه سه | سید محمد خاتمی      | ۱۳ مرداد ۱۳۸۳    |
| ۲۵.  | صدیقه آجلی               | نشان ایثار | درجه یک | سید محمد خاتمی      | ۳ خرداد ۱۳۸۴     |
| ۲۶.  | عبدالوهاب شاه‌حسینی       | نشان ایثار | درجه یک | سید محمد خاتمی      | ۳ خرداد ۱۳۸۴     |
| ۲۷.  | علی‌محمد بارفروش          | نشان ایثار | درجه یک | سید محمد خاتمی      | ۳ خرداد ۱۳۸۴     |
| ۲۸.  | یعقوب نجاریان            | نشان ایثار | درجه یک | سید محمد خاتمی      | ۳ خرداد ۱۳۸۴     |
| ۲۹.  | علی ذاکری‌نژاد            | نشان ایثار | درجه یک | سید محمد خاتمی      | ۳ خرداد ۱۳۸۴     |
| ۳۰.  | غلامحسین جمی             | نشان ایثار | درجه یک | سید محمد خاتمی      | ۳ خرداد ۱۳۸۴     |
| ۳۱.  | هوشنگ طاهرزاده           | نشان ایثار | درجه دو | سید محمد خاتمی      | ۳ خرداد ۱۳۸۴     |
| ۳۲.  | حبیب حبیب زاده           | نشان ایثار | درجه سه | سید محمد خاتمی      | ۳ خرداد ۱۳۸۴     |
| ۳۳.  | احمد احمد                | نشان ایثار | درجه سه | سید محمد خاتمی      | ۳ خرداد ۱۳۸۴     |
| ۳۴.  | داود میفور               | نشان ایثار | درجه سه | سید محمد خاتمی      | ۱۷ خرداد ۱۳۸۴    |
| ۳۵.  | حسین قمی                 | نشان ایثار | درجه یک | محمود احمدی‌نژاد     | ۲۳ اردیبهشت ۱۳۸۶ |
| ۳۶.  | یدالله سمیعی‌نیا          | نشان ایثار | درجه یک | محمود احمدی‌نژاد     | ۲۳ اردیبهشت ۱۳۸۶ |
| ۳۷.  | علی امینی نور            | نشان ایثار | درجه یک | محمود احمدی‌نژاد     | ۲۳ اردیبهشت ۱۳۸۶ |
| ۳۸.  | اسماعیل رضایی            | نشان ایثار | درجه یک | محمود احمدی‌نژاد     | ۲۳ اردیبهشت ۱۳۸۶ |
| ۳۹.  | بتول جنیدی جعفری         | نشان ایثار | درجه یک | محمود احمدی‌نژاد     | ۲۳ اردیبهشت ۱۳۸۶ |
| ۴۰.  | حسینعلی منوچهری نجف‌آبادی | نشان ایثار | درجه یک | محمود احمدی‌نژاد     | ۲۳ اردیبهشت ۱۳۸۶ |
| ۴۱.  | رضا شکرآبی               | نشان ایثار | درجه یک | محمود احمدی‌نژاد     | ۲۳ اردیبهشت ۱۳۸۶ |
| ۴۲.  | یوسفعلی اسماعیلی نودولتی | نشان ایثار | درجه یک | محمود احمدی‌نژاد     | ۲۳ اردیبهشت ۱۳۸۶ |
| ۴۳.  | ابراهیم حاجی باقری فرد   | نشان ایثار | درجه دو | محمود احمدی‌نژاد     | ۲۳ اردیبهشت ۱۳۸۶ |
| ۴۴.  | خلیل تقوی                | نشان ایثار | درجه دو | محمود احمدی‌نژاد     | ۲۳ اردیبهشت ۱۳۸۶ |
| ۴۵.  | تقی ساعدی                | نشان ایثار | درجه دو | محمود احمدی‌نژاد     | ۲۳ اردیبهشت ۱۳۸۶ |
| ۴۶.  | منیژه بیک اصفهانی        | نشان ایثار | درجه دو | محمود احمدی‌نژاد     | ۲۳ اردیبهشت ۱۳۸۶ |
| ۴۷.  | فاطمه مراداسکندری        | نشان ایثار | درجه دو | محمود احمدی‌نژاد     | ۲۳ اردیبهشت ۱۳۸۶ |
| ۴۸.  | شمس الله امام پناهی      | نشان ایثار | درجه دو | محمود احمدی‌نژاد     | ۲۳ اردیبهشت ۱۳۸۶ |
| ۴۹.  | علی غرویان               | نشان ایثار | درجه دو | محمود احمدی‌نژاد     | ۲۳ اردیبهشت ۱۳۸۶ |
| ۵۰.  | حسنعلی دهقانی پوده       | نشان ایثار | درجه دو | محمود احمدی‌نژاد     | ۲۳ اردیبهشت ۱۳۸۶ |
| ۵۱.  | علیرضا بهمنی‌نژاد         | نشان ایثار | درجه دو | محمود احمدی‌نژاد     | ۲۳ اردیبهشت ۱۳۸۶ |
| ۵۲.  | احمد ثابت                | نشان ایثار | درجه دو | محمود احمدی‌نژاد     | ۲۳ اردیبهشت ۱۳۸۶ |
| ۵۳.  | صنم علیخانی واودره       | نشان ایثار | درجه دو | محمود احمدی‌نژاد     | ۲۳ اردیبهشت ۱۳۸۶ |
| ۵۴.  | ابوالقاسم جعفرزاده       | نشان ایثار | درجه دو | محمود احمدی‌نژاد     | ۲۳ اردیبهشت ۱۳۸۶ |
| ۵۵.  | قهرمان فاضلی             | نشان ایثار | درجه دو | محمود احمدی‌نژاد     | ۲۳ اردیبهشت ۱۳۸۶ |

|-
| ۵۶.
| محمدحسین دادرس
| نشان ایثار